# Моюш
Моюш (пол. Mojusz) — село в Польщі, у гміні Сераковиці Картузького повіту Поморського воєводства.
Населення — 490 осіб (2011).
У 1975-1998 роках село належало до Гданського воєводства.

## Демографія
Демографічна структура станом на 31 березня 2011 року:
|          | Загалом | Допрацездатний вік | Працездатний вік | Постпрацездатний вік |
| -------- | ------- | ------------------ | ---------------- | -------------------- |
| Чоловіки | 252     | 69                 | 166              | 17                   |
| Жінки    | 238     | 72                 | 138              | 28                   |
| Разом    | 490     | 141                | 304              | 45                   |